# Jim Sheridan
Jim Sheridan (* 6. února 1949 Dublin) je irský filmový režisér, scenárista a producent známý především díky svým oceňovaným snímkům Moje levá noha (1989) a Ve jménu otce (1993).

## Život
Jim Sheridan se narodil v irském Dublinu. Jeho bratrem je významný irský dramatik Peter Sheridan. Jim Sheridan navštěvoval křesťanskou základní školu, vystudoval na University College v Dublinu, kterou absolvoval v roce 1972. Společně se svým bratrem poté začali psát a inscenovat hry pro Project Theatre Company. V roce 1981 emigroval do Kanady, zanedlouho se však přestěhoval do čtvrti Hell's Kitchen v New Yorku a začal navštěvovat New York University Film School.
Jim Sheridan byl ženatý, jeho žena Fran Sheridan, se kterou v roce 1981 emigrovali do New Yorku, zemřela v roce 2021. Společně mají tři děti, Naomi, Kirsten a Teda.

## Dílo
Sheridan debutoval v roce 1989 snímkem Moje levá noha. Jeho nejúspěšnějším snímkem je drama Ve jménu otce z roku 1993, za nějž získal Zlatého medvěda na filmovém festivalu v Berlíně. Byl za něj nominován i na cenu BAFTA a na Oscara, za režii i adaptovaný scénář (zpracovávající autobiografickou předlohu Gerry Conlona, který byl odsouzen za terorismus v řadách Irské republikánské armády, ale po patnácti letech ve vězení byl očištěn).
Na Oscara byly nominovány i snímky Moje levá noha (1989) a In America (2002). Film Boxer (1997) byl nominován na Zlatý glóbus v kategorii režie. Známé je i filmové drama o milostném trojúhelníku Bratři z roku 2009. Jeho oblíbeným hercem je Daniel Day-Lewis, který za výkon v Sheridanově snímku Moje levá noha získal svého prvního hereckého Oscara.
Po sérii průměrných hollywoodských snímků se Sheridan v roce 2016 vrací do Irska se snímkem Tajný deník, natočeného podle stejnojmenného románu Sebastiana Barryho. Po pětidílné televizní minisérii Vražda v Corku o vyšetřování smrti televizní producentky Sophie Toscan du Plantierové připravuje Sheridan další sérii pro Sky TV o leteckém atentátu v britském městě Lockerbie. Na rok 2023 připravuje také natáčení autobiografického komediálního dramatu ze svého dětství a dospívání v Dublinu s názvem North Star, ke kterému by hudbu měli složit Bono Vox a The Edge ze skupiny U2.

## Filmografie
- 1989: Moje levá noha (My Left Foot)
- 1990: Pastvina (The Field)
- 1993: Ve jménu otce (In the Name of the Father)
- 1997: Boxer (The Boxer)
- Jim Sheridan na Letní filmová škola 20222002: V Americe (In America)

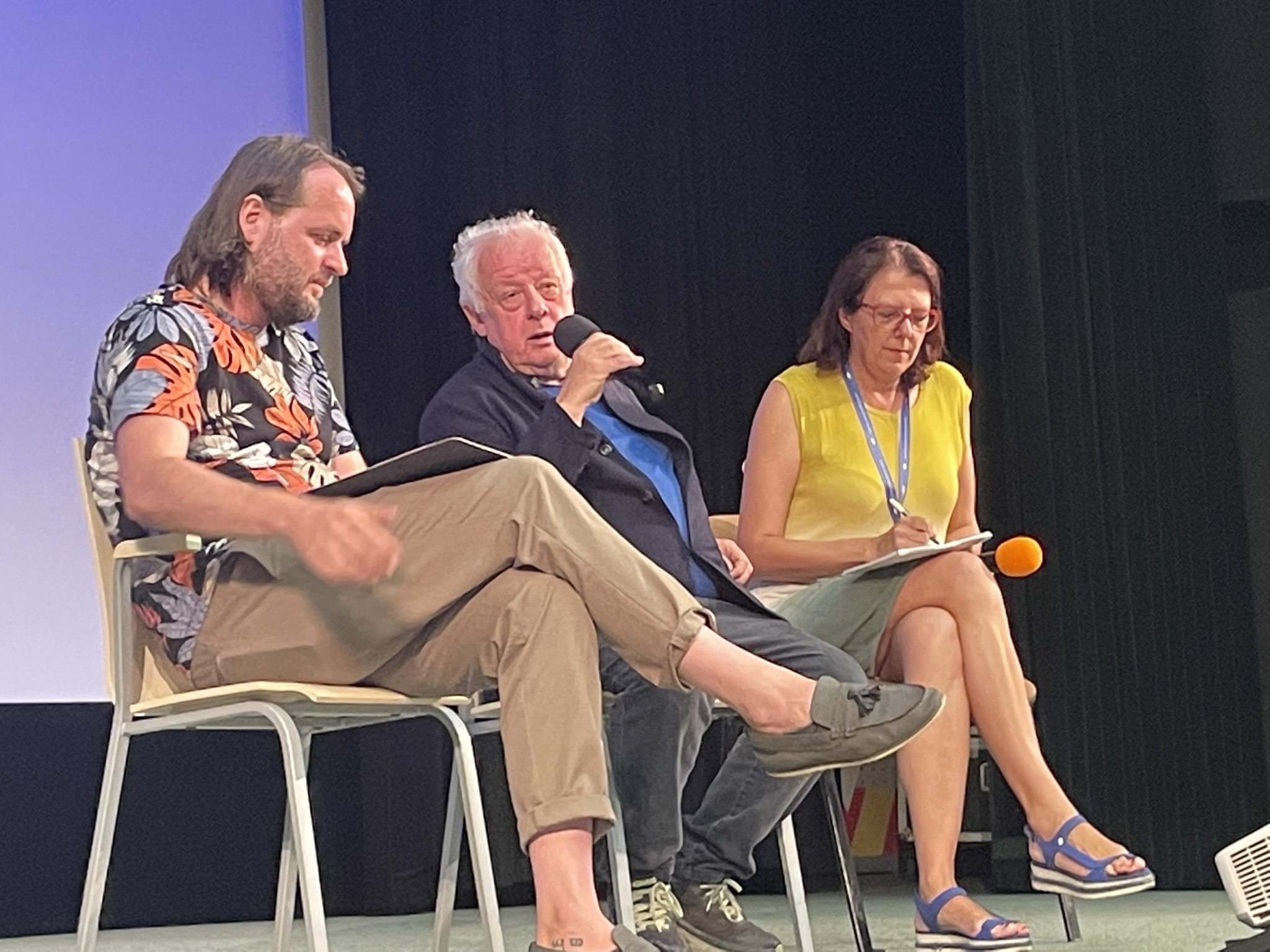
Jim Sheridan na Letní filmová škola 2022

- 2005: Get Rich or Die Tryin' (Zbohatni nebo chcípni)
- 2009: Bratři (Brothers)
- 2011: Dům snů (Dreamhouse)
- 2016: Tajný deník (The Secret Scripture)
- 2021: Vražda v Corku (TV série)
- 2022: North Star (v přípravě)
- 2023: Lockerbie (TV série, v přípravě)

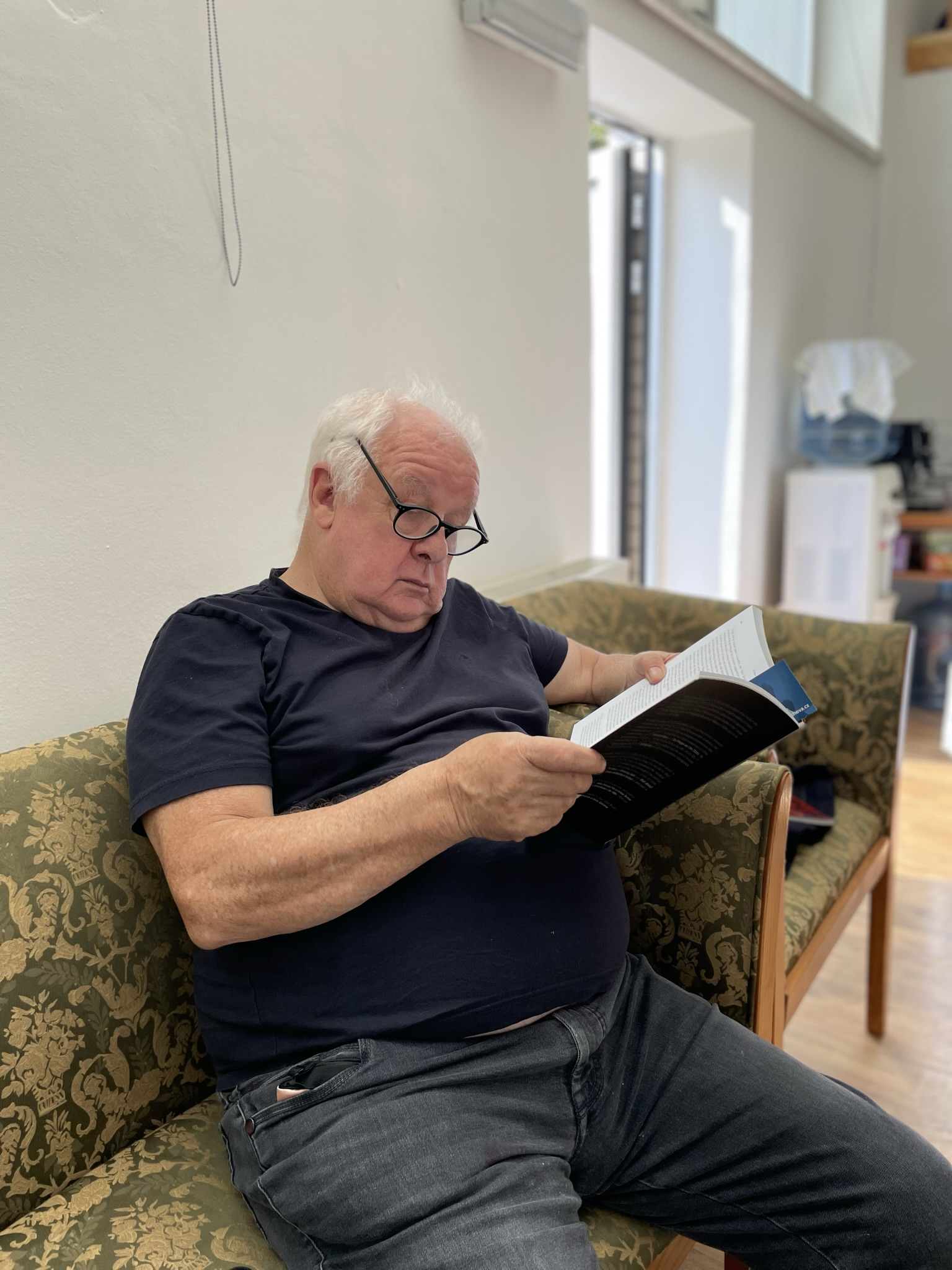
Jim Sheridan, rozhovor pro časopis Cinepur

- 2023: Sheriff Street (v přípravě)
- 2023: Old Stoneface (v přípravě)
- 2023: H-Block (v přípravě)

## Zajímavosti
- Jim Sheridan byl hostem 48. Letní filmové školy v Uherském Hradišti, kde převzal také Výroční cenu Asociace českých filmových klubů.[5][6]